# Département de Federación
Le département de Federación est une des 17 subdivisions de la province d'Entre Ríos, en Argentine. Son chef-lieu est la ville de Federación.
Le département a une superficie de 3 760 km2. Sa population s'élevait à 60 204 habitants au recensement de 2001.

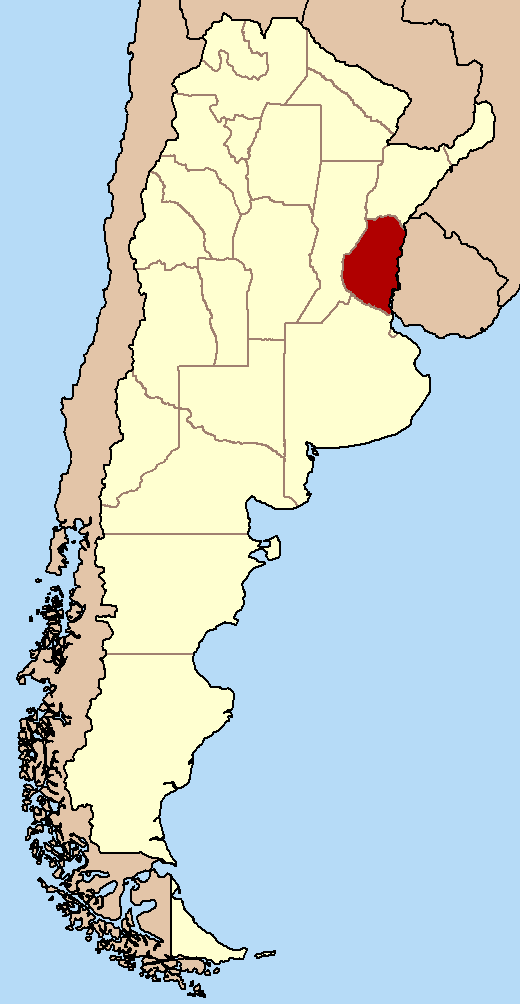
Localisation de la province d'Entre Ríos en Argentine.

## Villes et localités
- Chajarí
- Colonia Alemana
- Colonia Ensanche Sauce
- Colonia La Argentina
- Colonia Peña
- Federación, chef-lieu
- Los Conquistadores
- San Jaime de la Frontera
- San Pedro
- Santa Ana
- Villa del Rosario